# Magyaros stílus (fotográfia)
A magyaros stílus egy hagyományos, nemzeti kötődésű, elsősorban fényképészeti stílus, amely fogékony a technikai újdonságokra. Egyik erénye, hogy a már régóta megmerevedett piktorialista (festészetet utánzó) stílust váltotta fel. Bár 1925 és 1944 között igen nagy népszerűségre tett szert itthon és külföldön egyaránt, ma már nem túl ismert.

## Története
A második világháború után a szocialista kultúrideológusok gyakran nacionalizmussal, hamis álromantikával, revansizmussal vádolták.  A magyarországi fotográfia legsikeresebb időszaka a magyaros stílusnak nevezett periódus volt a két világháború között. A rengeteg kiállítási érem, pályadíj és oklevél, a megjelent sajtóközlemények sokasága bizonyítja páratlan diadalmenetét. 
Ez az elsősorban Balogh Rudolf által használt fényképezési stílus leginkább a magyar élet – alapvetően a parasztság –, és Magyarország tájait, állatait jeleníti meg derűs, idillikus stílusban. A gyakran megszépített magyarság-kép felmutatását – zömmel középosztálybeli fényképezők – rendkívül színvonalas technikával valósították meg. A kép „tetszeni akar” a nézőnek, ezért ennek érdekében nagyban kihasználja a kontrasztot. A képeket rendszerint fényes brómezüst papírra készítették. 
Kankovszky Ervin a következő szavakkal méltatta: 
„A magyar stílus tulajdonképpen nem más, mint az alföldi magyar nép lelke és jelleme, a magyar lélek képpé fagyott virága. A tiszta jellem, rajongó szív és a mindenért lelkesedő lélek vágyódásainak kifejezése, a fény és árnyék ritmusában. (…) Tárgya leginkább a magyar népéletből való. A képeken napsugár ömlik szét és a fényhatások csillogása uralkodik.”

## Ismertebb fényképészek
Az akkori világ- és belpolitikai szembenállások, a hazánkban csak késve és akadozva meginduló polgárosodás következtében az I. világháború és a forradalmak után több magyar fotográfus külföldön vált nemzetközi klasszissá. 
Balogh Rudolf (1879–1944), Angelo (Funk Pál), Csörgeő Tibor (1896–1968), Dulovits Jenő, Haller Frigyes (1898–1954), Járai Rudolf (1913–93), Kankowszky Ervin (1884–1945), Kerny István (1879–1963), Ramhab Gyula (1900–78), Szöllősy Kálmán (1887–1976), Vadas Ernő, Vidarény Iván (1887–1982), dr. Zajky Zoltán (1891–1962)